# Dora Venter

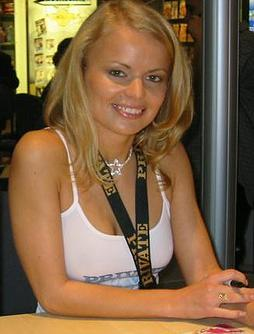
Dora Venter, 2002

Dora Venter (* 1. Oktober 1976 in Ungarn als Melinda Gál) ist eine ungarische Pornodarstellerin.

## Leben
Venter wurde in einem Dorf in Nordungarn geboren und zog später nach Budapest, wo sie studierte und im Jahr 1998 ihr Zertifikat als Krankenschwester erhielt. Sie nahm im April 1999 an einem Pornofilm-Casting teil und drehte ihren ersten Film wenige Wochen später und ihren zweiten bei den Hot d’Or in Cannes. Ursprünglich wollte sie damit ihr geringes Einkommen als Krankenschwester aufbessern, was sich dann aber zu einer Vollzeit-Karriere entwickelte.
Zu Beginn ihrer Karriere spielte sie in Filmen des schwedischen Regisseurs Mike Beck, unter dem Künstlernamen „Claudia Wennström“, beispielsweise Objets de Désirs mit Jennifer Andersson und Dru Berrymore aus dem Jahr 2003 oder Claudia's Sommerloch sowie Spezialkommando Dauerständer (Farlig Potens), erschienen bei Tabu Love.
Sie drehte auch Szenen für italienische, deutsche, französische und ungarische Filme. Zu den deutschen Produktionen gehören Sex für Cash des Regisseurs Hazza B. Gunne und Der notgeile Brummifahrer von Christian Lavil, beide bei Magmafilm erschienen. Venter spielt zudem in der Schweizer Produktion After Show Party des Regisseurs Jvo Ganz. Zu den beim Studio Marc Dorcel erschienenen französischen Produktionen zählen Intouchables, Orgie en Noir, Désir Fatal und La Jouisseuse.
Von 2001 bis 2004 arbeitete sie für den katalanischen Regisseur Conrad Son und spielte in aufwändig inszenierten Produktionen wie beispielsweise in dem Porno-Spielfilm-Dreiteiler Private Château (Private Media Group) aus dem Jahr 2005. Venter wurde im Jahr 2003 beim Festival Internacional de Cinema Eròtic de Barcelona für einen FICEB Award als „Best Actress“ für ihre Rolle in „Laura está sola“ nominiert. Sie gewann 2004 einen FICEB Award als „Best Supporting Actress“ für ihre Rolle in „La Memoria de los peces“. Beide Filme hatte sie für die Conrad Son Company gedreht. 2003 veröffentlichte Private Media Group die Compilation The Private Life Of Dora Venter mit einer Sammlung ihrer besten Szenen. Sie ist auch im dritten Teil des Films The Private Gladiator zu sehen.
Im September 2003 arbeitete sie wieder als Krankenschwester, wobei sie hin und wieder Filme dreht.

## Auszeichnungen
- 2004: FICEB Award - Best Supporting Actress
- 2007: AVN Award Best Sex Scene in a Foreign-Shot Production in Outnumbered 4 zusammen mit Isabel Ice, Sandra Romain, Cathy, Karina, Nicol, Puma Black, Erik Everhard, Steve Holmes und Robert Rosenberg

## Filmografie (Auswahl)
- Dog World (2008)
- Désir Fatal (2002)
- Cheating Milfs (2008)
- All Internal 2 (2007)
- Sex für Cash
- Private Château 1–3 (2005)